# Rezerwat Krajobrazowy Władysława Szafera
Rezerwat Krajobrazowy Władysława Szafera – leśny rezerwat przyrody położony w województwie podlaskim na terenie gmin Hajnówka i Białowieża, po obydwu stronach drogi 689 (Białowieża – Hajnówka) na długości 17 km.
Początki ochrony datowane są na 1921 rok, restytucja w 1969. Powierzchnia rezerwatu według aktu powołującego z 1969 wynosiła 1356,91 ha, obecnie – 1343,91 ha. Początkowo nosił nazwę „Rezerwat Krajobrazowy w Puszczy Białowieskiej”. Obecną nazwę otrzymał w 1989 roku na cześć Władysława Szafera – polskiego botanika.
Przedmiotem ochrony są reprezentujące niemal całą Puszczę zbiorowiska leśne od łęgów i olsów poprzez grądy do borów świerkowych i sosnowych – łącznie 17 różnych zbiorowisk. Zbiorowiska charakteryzują się zróżnicowaną strukturą wiekową i wielkościową drzew, rosną tu liczne drzewa pomnikowe.

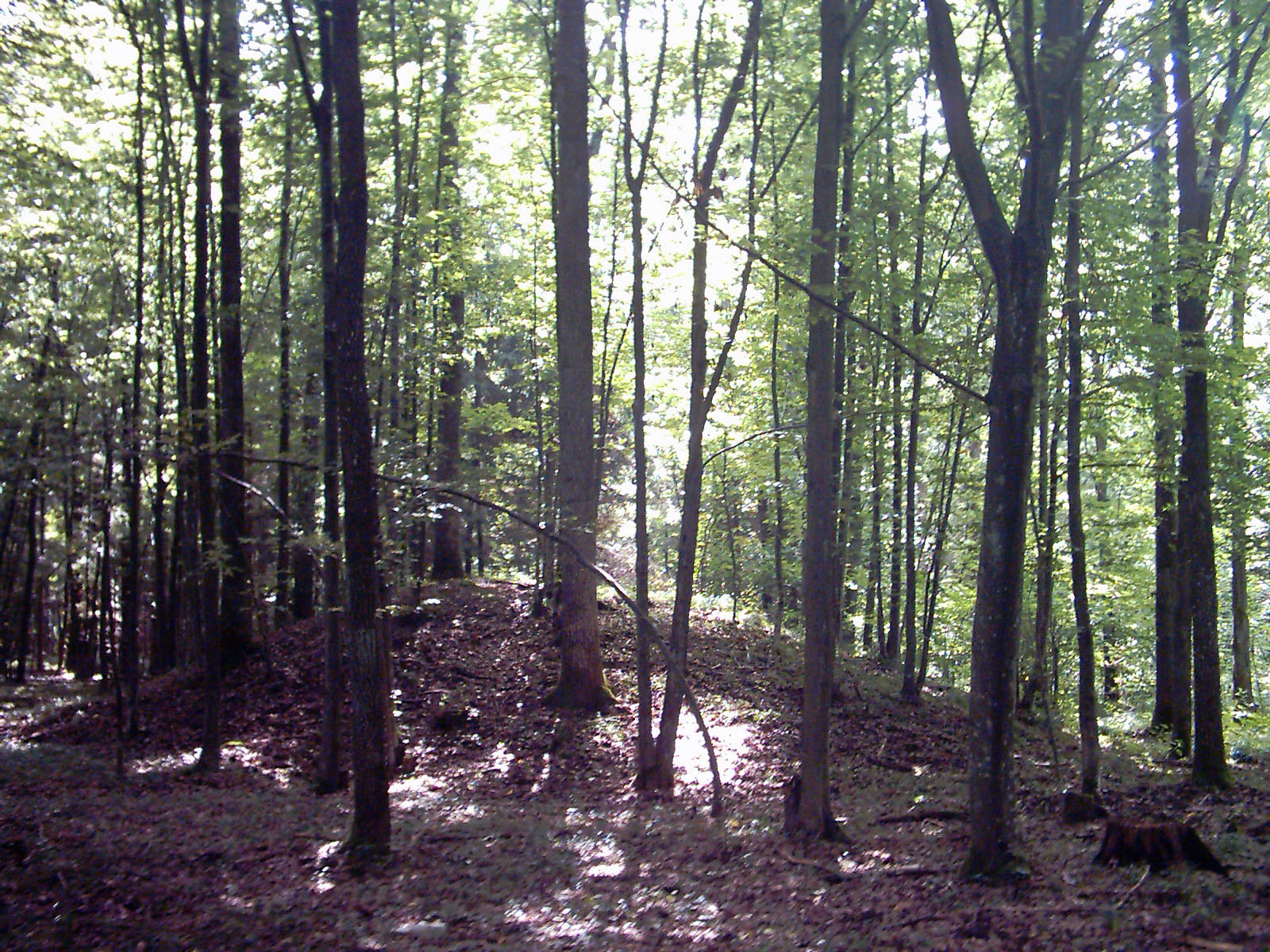
Jeden z kurhanów w kwadracie 387C

Na terenie rezerwatu zlokalizowano 37 kurhanów z X–XIII wieku. Największym wzniesieniem jest Góra Batorego o wysokości 183 m n.p.m.
Przez rezerwat biegnie pieszy, zielony szlak turystyczny.